# خاندان تاچیبانا
خاندان تاچیبانا (به ژاپنی: 橘氏 Tachibana-shi) یکی از چهار خاندان قدرتمند کوگه (اشراف درباری) در ژاپن در دوره نارا و دوره هی‌آن بود.
اعضای خاندان تاچیبانا اغلب پست‌های عالی در کشور مانند دایجوکان و وزیر چپ را عهده‌دار بودند و همچون دیگر خاندان‌های بزرگ درباری، آنها نیز همواره به دنبال افزایش قدرت و نفوذ خود از طریق ازدواج با دودمان یاماتو بودند. با این حال، با افزایش قدرت خاندان فوجیوارا در طول قرن نهم و دهم میلادی قدرت خاندان تاچیبانا تحت شعاع خاندان فوجیوارا قرار گرفت و در نهایت اعضای این خاندان در سراسر کشور پراکنده شد.
اعضای این خاندان در نیمه دوم دوره هی‌آن در پست‌های دولتی خارج از پایتخت مشغول شدند و بنابراین از بهره قدرت و نفوذ در دربار درکیوتو که آنان یک بار از آن لذت برده بودند، محروم بودند. این خاندان از قرن ۱۴ میلادی هیچ ارتباط مستقیمی با خاندان سامورایی  خاندان تاچیبانا (سامورایی) نداشتند، این خاندان سامورایی از خاندان فوجیوارا منشأ گرفته بودند.